# Spirituali militum curae
Spirituali militum curae je apoštolská konstituce Jana Pavla II., která uvádí polní ordináře do souladu s učením II. vatikánského koncilu a dává jim status partikulárních církví. Dokument byl podepsán 21. dubna 1986.

## Vojenské ordinariáty
Ve svém prvním článku uvádí, že vojenské ordinariáty jsou postaveny na roveň diecézím, a proto se všechna ustanovení magisteriálních dokumentů o regulaci diecézí musí s příslušnými úpravami vztahovat i na vojenské ordinariáty.
Spirituali militum curae stanoví, že každý vojenský ordinariát má mít svůj vlastní statut, který je nedílnou normativní součástí statutu Spirituali militum curae. Tyto úpravy jsou způsobeny tím, že diecéze jsou vymezeny výhradně svým územím, takže zahrnují všechny katolické věřící, kteří na tomto území žijí. Vojenské ordinariáty naopak zahrnují pouze katolický vojenský personál, který žije na jejich území. V čele vojenského ordinariátu stojí biskup (vojenský ordinář), který má církevní jurisdikci nad vojenskými kaplany, všemi katolickými vojáky a jejich příbuznými, kteří s nimi žijí ve společné domácnosti, a vojenským personálem. Biskup může mít osobní hodnost arcibiskupa. Pokud je v čele biskup je spíše diecézním biskupem než titulárním biskupem. Je pravděpodobné, že každodenními funkcemi pověří pomocného biskupa nebo nižšího duchovního.
Tato zvláštní instituce byla v církvi považována za nezbytnou vzhledem k tomu, že vojenský personál a ti, kdo s ním žijí, vedou náročný život, v němž by bylo ztíženo běžné přistupování ke svátostem a církevnímu životu. V závislosti na zemi mohou duchovní patřit k ordinariátu (prostřednictvím inkardinace) nebo k jiným diecézím či řeholním řádům.
V některých zemích jsou biskupové a kněží plně zařazeni do ozbrojených sil a mají důstojnické hodnosti. Jmenování ordináře je v kompetenci papeže, ale obvykle musí být schváleno vládou dané země. 
Některé národy mají vojenské ordinariáty anglikánského společenství, luteránství a východního pravoslaví.
Osobní ordinariáty pro anglikány, kteří vstupují do katolické církve, na základě vyhlášení Apoštolského stolce po 20. říjnu 2009, se v některých ohledech podobají stávajícím vojenským ordinariátům. Jurisdikce vojenských ordinariátů je však kumulativní s jurisdikcí diecézních biskupů.